# Mouilleron-Saint-Germain
Mouilleron-Saint-Germain ist eine französische Gemeinde im Département Vendée in der Region Pays de la Loire. Sie gehört zum Arrondissement Fontenay-le-Comte ist Teil des Kantons La Châtaigneraie. Die Einwohner werden Mouilleronais-Germinois genannt.
Mouilleron-Saint-Germain wurde als commune nouvelle am 1. Januar 2016 aus den Gemeinden Mouilleron-en-Pareds und Saint-Germain-l’Aiguiller gebildet. Der Sitz der heutigen Gemeinde befindet sich im Ortsteil Mouilleron-en-Pareds.

## Gliederung
| Ortsteil                                 | ehemaliger INSEE-Code | Fläche (km²) | Einwohnerzahl (2016) |
| ---------------------------------------- | --------------------- | ------------ | -------------------- |
| Mouilleron-en-Pareds (Verwaltungssitz)00 | 85154                 | 19,97        | 1370                 |
| Saint-Germain-l’Aiguiller                | 85219                 | 08,43        | 0469                 |

## Geographie
Mouilleron-Saint-Germain liegt etwa 25 Kilometer nördlich vom Stadtzentrum von Fontenay-le-Comte. Der Vendée durchquert die Gemeinde. Umgeben wird Mouilleron-Saint-Germain von den Nachbargemeinden Tallud-Sainte-Gemme im Norden und Nordwesten, Réaumur im Norden und Nordosten, Cheffois im Osten, Saint-Maurice-le-Girard im Süden und Südosten sowie Bazoges-en-Pareds im Westen und Südwesten.

## Sehenswürdigkeiten

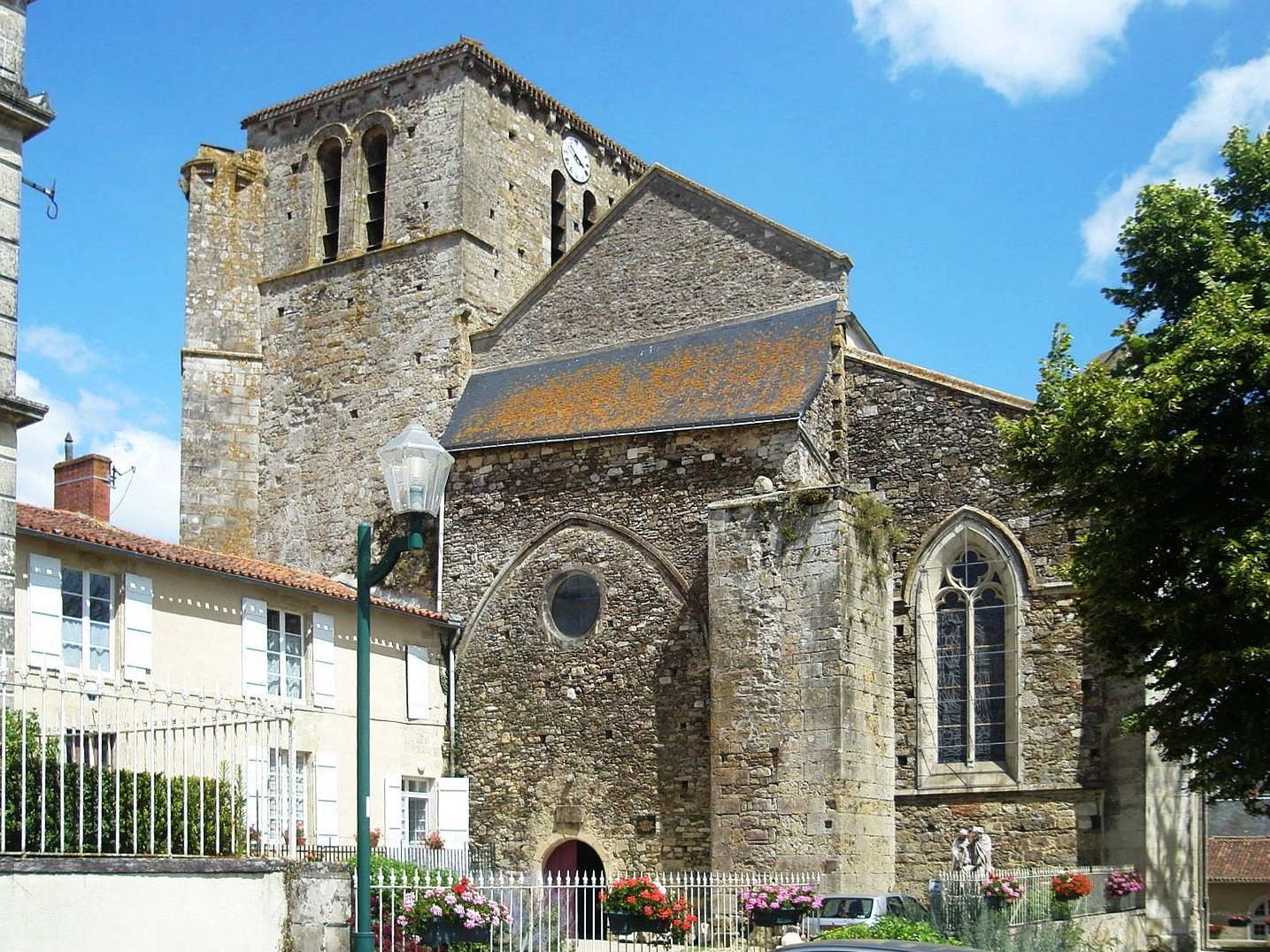
Kirche Saint-Hilaire in Mouilleron

Siehe auch: Liste der Monuments historiques in Mouilleron-Saint-Germain
- Kirchen Saint-Hilaire in Mouilleron und Saint-Germain
- Nationalmuseum Clemenceau-de-Lattre in Mouilleron
- Hügel der Mühlen
- Herrenhaus von Le Vigneau in Saint-Germain aus dem 17. Jahrhundert
- Herrenhaus von Beauregard in Saint-Germain
- Domäne Saint-Sauveur in Saint-Germain

## Persönlichkeiten
- Georges Clemenceau (1841–1929), Politiker, u. a. Premierminister
- Jean de Lattre de Tassigny (1889–1952), General
- Bernard de Lattre de Tassigny (1928–1951), Leutnant, Sohn von Jean de Lattre de Tassigny